# Ogcodes doddi
Ogcodes doddi este o specie de muște din genul Ogcodes, familia Acroceridae, descrisă de Benno Wandolleck în anul 1906. Conform Catalogue of Life specia Ogcodes doddi nu are subspecii cunoscute.